# Det nationale Livsforsikringsselskab Dan
Det nationale Livsforsikringsselskab Dan A/S var et dansk forsikringsselskab.

## Historie
Selskabet var grundlagt i 13. november 1896 og var et aktieselskab. Selskabet overtog senere Forsikringsselskaberne Cimbria og Frem, men i 1914 blev det overtaget af Det Forenede Danske Livsforsikrings-Aktieselskab Hafnia. Selskabet lå i København i egen ejendom på Nørre Voldgade 15.
Aktiekapital: 1.451.500 kr., hvoraf 10 procent var indbetalt. Forsikringssum 31. december 1903: 19.883.091 kr., formue 1.327.573 kr.; i 1903 var præmier og indskud 447.450 kr., fragik til genforsikring 1745 kr., udbetaling af kapitalforsikring 55.500 kr. 

## Ledelse
Selskabet blev bestyret af et Repræsentantskab og to direktører. Carl Billenstein blev beregner ved Livsforsikringsselskabet Dan 1896, var direktør for samme 1900-13 (og for Forsikringsselskabet National 1905-13). 1900-11 var Herman Valentiner matematisk direktør i selskabet.
Kendte medlemmer af repræsentantskabet:
- Harald Eduard von Beck
- J.L. Christensen (medstifter af selskabet)
- Christian Michael Rottbøll
- Henning Schroll
- Erik Skeel